# Yurei
Yūrei (幽霊) zijn wezens uit de Japanse folklore. Het zijn spoken. De naam bestaat uit de kanji 幽 (yū), voor “vaag” en 霊 (rei), voor “ziel” of “geest”. Andere benamingen zijn亡霊 (Bōrei), 死霊 (Shiryō) en お化け (Obake).

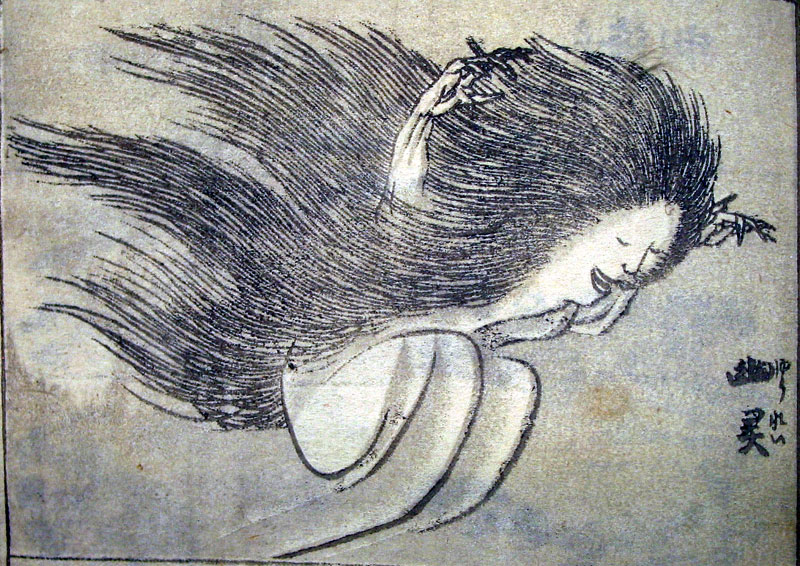
Afbeelding uit een bestiarium, Katsushika Hokusai

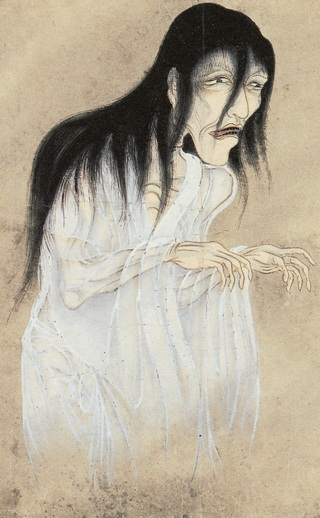
Afbeelding uit ca. 1737

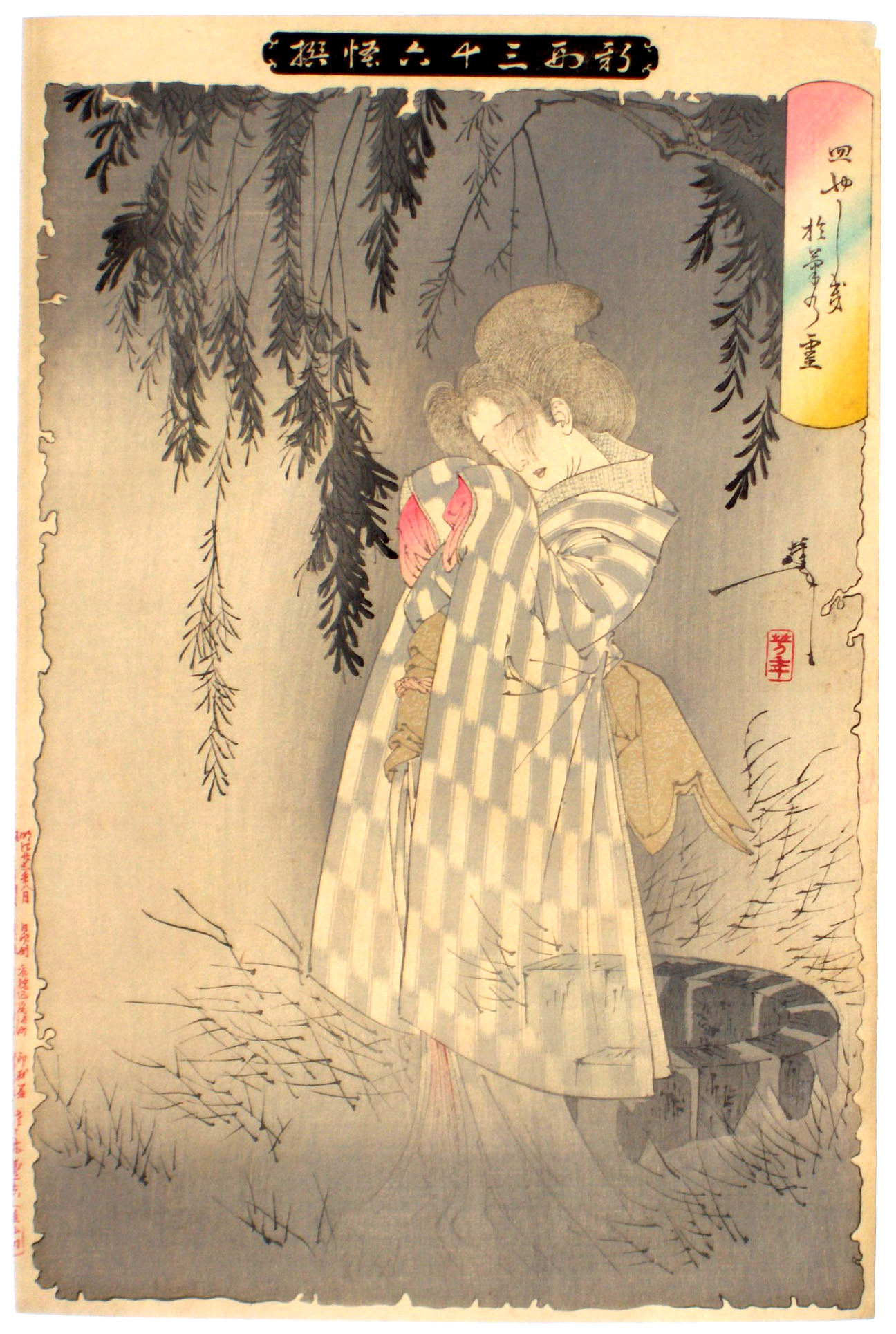
De yūrei van Yoshitoshi Ogiku spookt bij de waterput waarin ze door haar meester werd verdronken, 1890

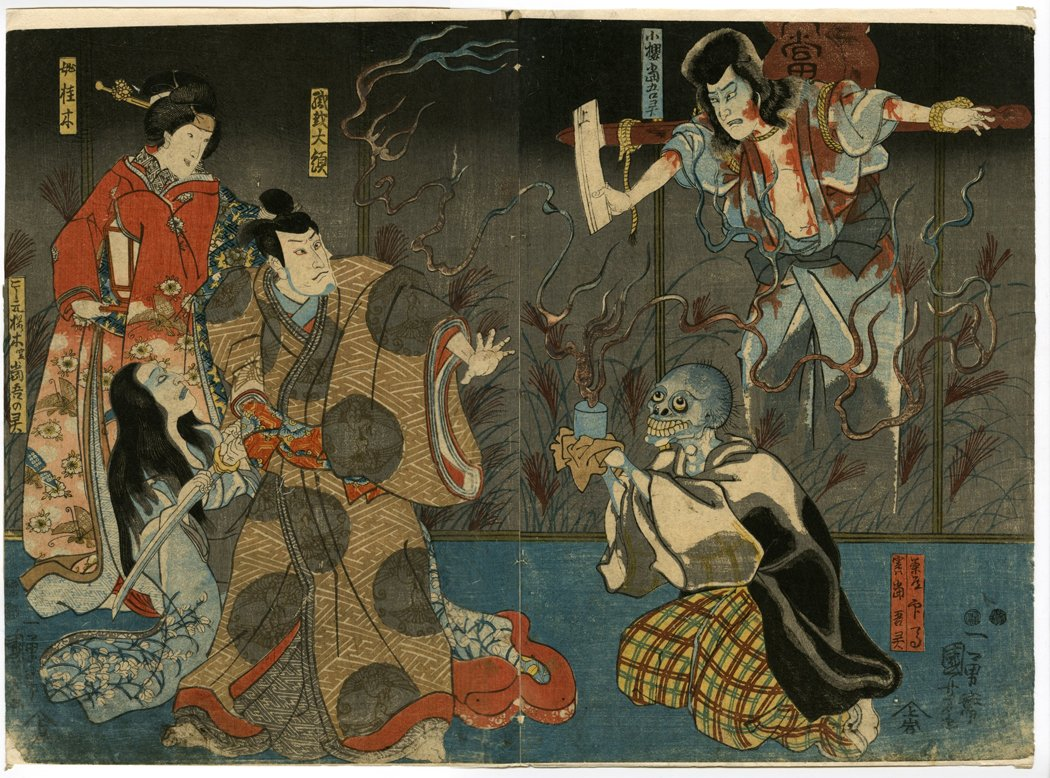
De yūrei van gewone mensen nemen wraak op de samurai

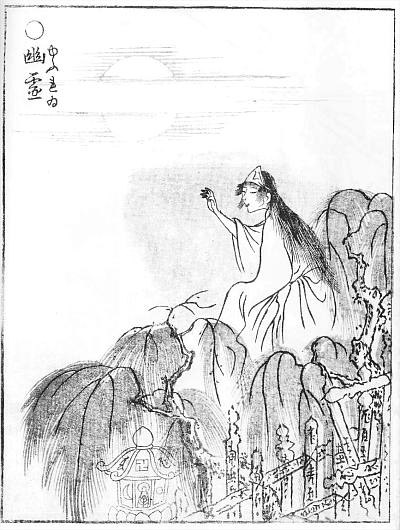
Afbeelding uit ca. 1781

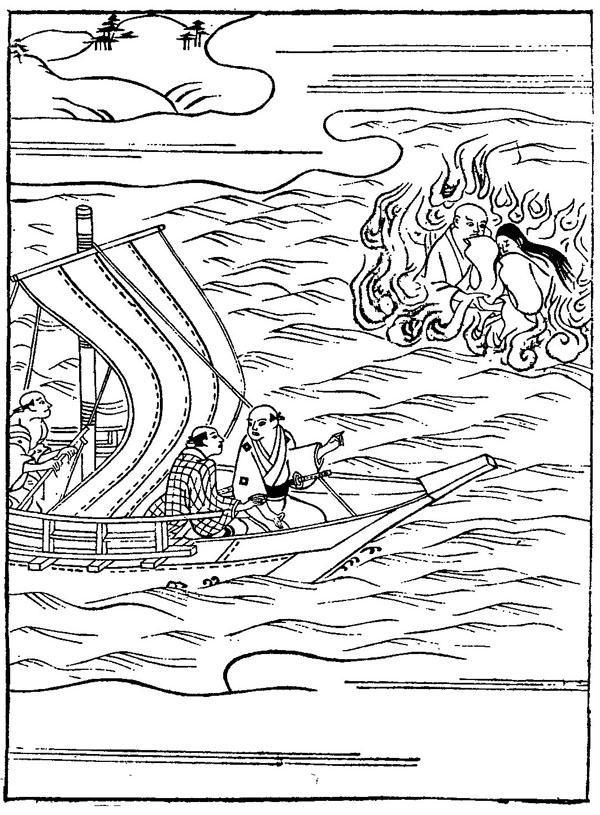
De yūrei van personen die op zee zijn omgekomen

Net als spoken in Westerse en Chinese literatuur zijn Yurei bijna altijd geestverschijningen van mensen die geen rust kunnen vinden na hun dood, en daarom op aarde blijven ronddolen.

## Achtergrond
Volgens traditioneel Japans geloof hebben alle mensen een ziel genaamd 霊魂 (reikon). Wanneer iemand sterft, verlaat diens reikon het lichaam en komt in een soort vagevuur terecht, alwaar hij wacht tot het lichaam een fatsoenlijke begrafenis heeft ondergaan en de daarbij horende rituelen zijn uitgevoerd. Als dat is gebeurd, voegt de reikon zich bij zijn voorvaderen in het hiernamaals en wordt hij een beschermer van de nog levende familieleden.
Er kunnen echter dingen gebeuren die een reikon ervan weerhouden naar het hiernamaals te gaan. Bijvoorbeeld als de begrafenisrituelen niet worden uitgevoerd, of als de reikon een grote woede of haat meedraagt voor iets dat hem in het leven is aangedaan (zoals wanneer hij door geweld om het leven is gekomen). Gevoed door krachtige emoties zoals liefde, haat en wraak kan de reikon veranderen in een yurei, en terugkeren naar de fysieke wereld. Daar blijft hij dan tot hij alsnog rust vindt.

## Verschijning
In oude volksverhalen is geen vaste omschrijving te vinden van het uiterlijk van een yurei, maar mede door theaterstukken waarin de karakters ten tonele worden gevoerd is een meer algemeen beeld ontstaan. Kenmerken van een Yurei zijn:
- Witte kleding – Yūrei zijn meestal in het wit gekleed. Vooral de witte begrafeniskimono zoals die gebruikt werd in de Edoperiode wordt vaak genoemd als de kleding van een yurei.
- Zwart haar – het haar van een yurei is vaak lang en zwart.
- Handen en voeten – de handen van een yurai hangen vaak levenloos aan de polsen. Yurai hebben doorgaans geen voeten daar ze in de lucht zweven.
- Hitodama - Yūrei worden vaak afgebeeld met een soort dwaallichten aan hun zijde.

## Classificatie
De term Yurei kan worden gebruikt voor elk soort spook in Japanse folklore, maar afhankelijk van een yurei’s achtergrond en motieven om rond te gaan spoken bestaan er enkele classificaties:
- Onryo – wraakzuchtige yurei die iets dat hen in hun leven is aangedaan willen wreken.
- Ubume – de yurei van een moeder die gestorven is bij de bevalling, of nog een jong kind had toen ze stierf. Deze yurei blijft op aarde om toezicht te houden op haar kinderen.
- Goryo – net als de Onryo een wraakzuchtige yurei, maar dan altijd die van een adellijk persoon. Vooral martelaren horen bij deze groep.
- Funayurei – de yurei van een op zee gestorven persoon
- Zashiki-warashi – de yurei van een kind. Deze yurei zijn vaak meer ondeugend dan echt gevaarlijk.
- Samoeraispoken – yurei van samoerai gestorven in de Genpei-oorlog. Deze yurei zijn vooral populair als personages in no-spellen.
- Verleider – een yurei die vaak een relatie wil aangaan met een levend mens.

## Ikiryō
Niet alleen de doden kunnen hun reikon laten spoken, dit kan ook gebeuren door levende wezens die erg jaloers of kwaad zijn. De ikiryō is een levende geest, de meest bekende is Rokujo no Miyasundokoro uit Genji Monogatari.

## Spoken
De yūrei spoken niet willekeurig, ze blijven vaak nabij een specifieke plaats (zoals de plaats waar ze gedood zijn of waar hun lichaam ligt). Ze volgen soms specifieke personen, zoals hun moordenaar of geliefde. Ze verschijnen vaak tussen 2 en 3 uur 's nachts, het spookuur in Japan. De grens tussen de wereld van de doden en levenden is dan het kleinst.
Yūrei blijven spoken (bij een persoon of plaats) tot hun doel bereikt is. Enkele yūrei (vooral onryō) blijven nog lang spoken nadat hun moordenaar(s) zijn veroordeeld.
Een erg bekende locatie is de bron van het kasteel Himeji (Okiku en Aokigahara) en het bos aan de voet van de Fuji (deze plek wordt veel gebruikt voor zelfmoord).
Een erg sterke onryō is Oiwa, ze kan haar wraak overbrengen op elke actrice die haar rol speelt in een theater- of filmproductie.

## Verschijning
In de zeventiende eeuw werd Hyakumonogatari Kaidankai populair. De yūrei-karakters kregen een uiterlijk wat afweek van de menselijke personages.
- De yūrei is meestal in wit gekleed, dit verwijst naar de witte begrafenis-kimono die tijdens de Edoperiode gebruikt werd.
- De yūrei heeft zwarte lange haren, men neemt aan dat dit uit het Kabukitheater komt (hier worden voor alle acteurs pruiken gebruikt). Japanse vrouwen staken hun haren traditioneel op, maar lieten de haren los hangen bij een begrafenis.
- De yūrei wordt vaak vergezeld door dwaallichtjes (in het Japans zijn dit hitodama).

## Populaire cultuur
Ook in de populaire cultuur komen yūrei voor:
- Ringu
- Ringu 0: Birthday
- Ringu
- Ringu 2
- Rasen
- The Ring: Virus
- The Ring
- The Ring Two
- Rings
- Troon van bloed (1957, een Japanse bewerking van Macbeth van William Shakespeare)
- The Grudge
- The Grudge 2
- One Missed Call
- Ju-on
- Shikoku
- The Forest
- The Terror: Infamy (serie)

## Afbeeldingen

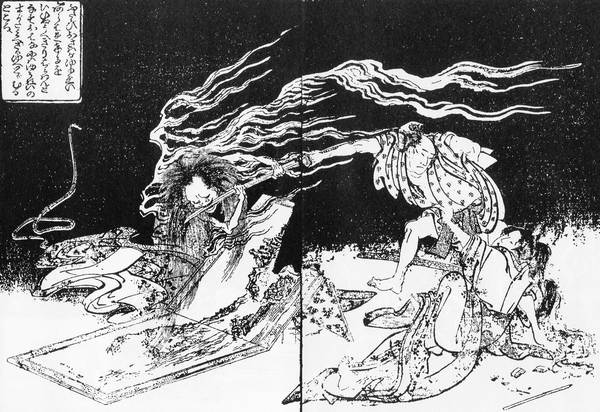
Onryō, 1808
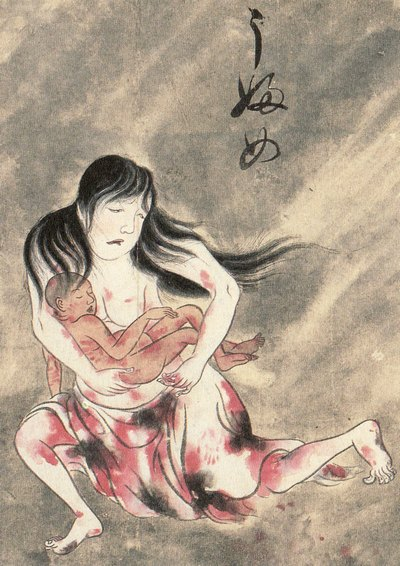
Ubume, ca. 1737
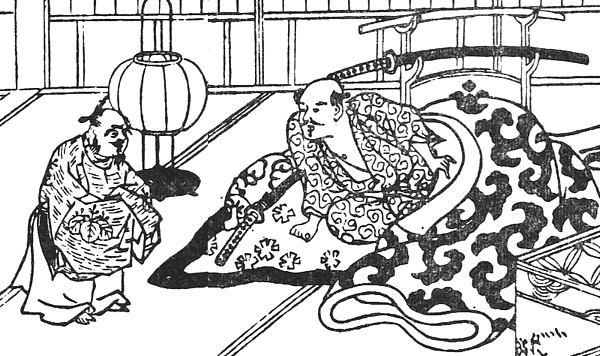
Zashiki-warashi, ca. 1776
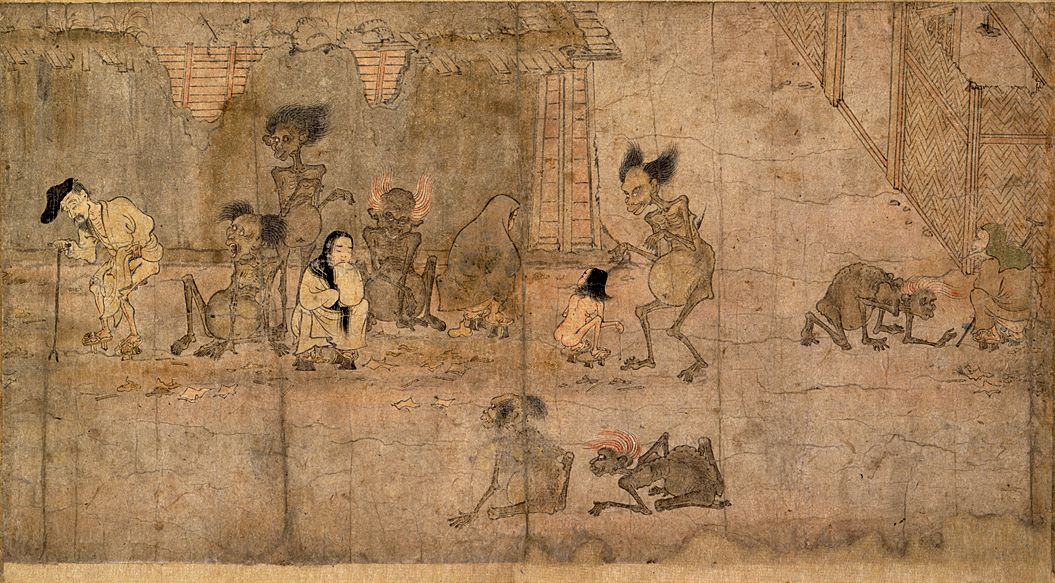
Gaki-Zoushi